# Christian Holm (officer)
 Der er flere personer med dette navn, se Christian Holm.
Christian Christopher Göttsche Holm (22. marts 1796 på Donse Krudtmølle – 12. maj 1848 i Irrenhaus i Slesvig by) var en dansk officer.

## Karriere
Holm var søn af daværende mølleejer Christian Holm (ca. 1764-1824), senere organist og chef for et borgerkompagni i Helsingør; moderen var Frederikke Agneta Göttsche (ca. 1772-1847). Holm fik sin første undervisning i latinskolen i Helsingør og var bestemt for studeringerne, men det viste sig, at han havde en udpræget lyst til militærstanden, og i sit 13. år fik han tilladelse til at indtræde som frikorporal på Militærinstituttet, hvorfra han overgik til Landkadetakademiet. Efter i 1812 at have taget en fortrinlig eksamen udnævntes Holm til sekondløjtnant ved Sjællandske Jægerkorps, ved hvilket han – der havde nyttet tiden efter fredslutningen i Kiel til (1816) at underkaste sig landmålereksamen og i 1817 forrettede tjeneste ved Auxiliærkorpset i Frankrig – 1823 blev premierløjtnant og adjudant, 1831 stabskaptajn og 1836 kompagnichef. 1840 blev han Ridder af Dannebrog. 1842 blev Holm kaptajn I og forsat til det da oprettede 1. jægerkorps, der garnisonerede i København. Han gjorde sig her bemærket ved sin fremragende duelighed som troppefører i marken og ved sit udstrakte kendskab til tjenestens forskellige grene, hvoraf krigsbestyrelsen drog nytte ved bl.a. at give ham sæde i de kommissioner, der havde at tage spørgsmålet om infanteriets bevæbning og udrustning under overvejelse.
Af sine undergivne var Holm i høj grad afholdt, og kammeraterne så op til ham med tillid. Dette viste sig på en opsigtvækkende måde i 1846, idet han udvalgtes til selv anden at overbringe Christian VIII et andragende fra Københavns Garnisons kaptajner om, at der i stedet for de gældende avancementsbestemmelser af 1842 måtte blive udarbejdet nye. Det er betegnende for den anseelse, Holm nød, at det rygte fandt tiltro, at A.F. Tscherning ved Treårskrigens udbrud i 1848 havde tilbudt ham overbefalingen over den aktive hær, et tilbud, Holms beskedenhed dog havde forbudt ham at modtage. Holm forfremmedes til karakteriseret major straks efter Hærens indrykning i Sønderjylland – samme dag som hans nærmeste foresatte, Hans Hedemann, blev karakteriseret generalmajor – og stilledes til rådighed for avantgarden. Under dennes berømte kamp 23. april i slaget ved Slesvig godtgjorde Holm, der overtog kommandoen efter chefen, oberstløjtnant Magius' fald, på en glimrende måde, at han ikke var blevet fejlagtig bedømt i fredens dage.

## Treårskrigen
Ved felttogets begyndelse sattes han uden for nummer i jægerne, men à la suite ved disse. Han blev straks næstkommanderende ved avantgarden og derefter forpostkommandør i stillingen ved Slesvig og viste megen duelighed og selvstændighed. I slaget 23. april ledede han dygtigt og koldblodigt avantgarden og blev om eftermiddagen let såret, men afgav ikke kommandoen. I den preussiske generalstabs værk om krigen 1848 siges det at Holm skal have givet Hedemann og Frederik Læssøe ideen til det flankeangreb ved Bustrup, der ifølge Friedrich von Wrangels beretning fremkaldte et "kritisk Moment". Mod aften havde han besat Stampemøllen ved Hühnerhäuser og var gået frem foran stillingen for at tilse nogle poster, da han blev truffet af en kugle i underlivet. Hans folk søgte at transportere ham tilbage, men måtte efterlade ham. De preussiske læger gjorde alt for at frelse hans liv, men måtte opgive forsøgene på at trække kuglen ud. Fjenden begravede ham med fuld militær honnør og under stor deltagelse.
24. maj, efter hans død, udnævntes han til oberstløjtnant. I konduitelisten for 1847 havde Hedemann rost ham meget. Holm var en lille, firskåren, kraftig bygget mand med et åbent og djærvt ansigt, sikker og støt optræden.
Gift 1835 med Anna Cathrine Sophie Øelund (13. maj 1800 i København – 16. august 1862 sammesteds), datter af brændevinsbrænder, mølleejer Christian Øelund (ca. 1769-1828) og Christiane Pedersdatter Møller (ca. 1768-1823).
Han er begravet i Slesvig by.